# Geografie der Mark Brandenburg

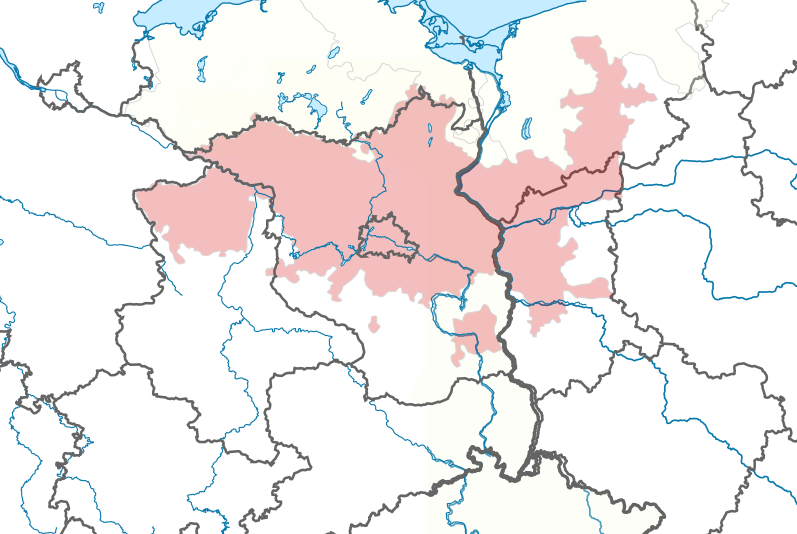
Die Mark Brandenburg in den Grenzen von 1618 (im Hintergrund rötlich) auf heutige deutsche Ländergrenzen nebst polnischen Woiwodschaften übertragen

Die Geografie der Mark Brandenburg beschreibt die naturräumlichen Merkmale und Strukturen auf dem Territorium der mittelalterlichen und frühneuzeitlichen Mark Brandenburg aus historischer Perspektive.

## Lage und Ausdehnung
| Position  | Landschaft       | (historische) Quadratmeilen (vor 1811) | km²    |
| --------- | ---------------- | -------------------------------------- | ------ |
| 1         | Altmark          | 82                                     | 4.510  |
| 2         | Mittelmark       | 250                                    | 13.750 |
| 3         | Uckermark        | 68                                     | 3.740  |
| 4         | Prignitz         | 61                                     | 3.355  |
| Summe 1–4 | Kurmark          | 461                                    | 25.355 |
| 5         | Neumark          | 220                                    | 12.100 |
| Summe 1–5 | Mark Brandenburg | 681                                    | 37.455 |

Die Mark Brandenburg lag im Norden Mitteleuropas. Weder die niedrigen hiesigen Platten und Hügelländer noch die Ströme Elbe und Oder standen der Landesherrschaft der Markgrafen im Weg. Der Aufbau begann in den askanischen Stammlanden (später Altmark genannt). Mit friedlichen und kriegerischen Mitteln arbeiteten sie sich Richtung Osten vor. Daher war die Mark im Gegensatz zum Bundesland Brandenburg in West-Ost-Richtung gedehnt und in Nord-Süd-Richtung gestaucht. Zwischen Salzwedel im Westen und Schivelbein im Osten lagen über 400 Kilometer. Nach dem Erwerb der Mark Lausitz (spätere Niederlausitz, 1302/1304) sowie der Länder Budissin und Görlitz (spätere Oberlausitz ohne südlichen Teil, nach 1233) wurde die größte Ausdehnung erreicht. Das Lausitzer Bergland im Süden und die Ostsee im Norden (halbes Ländchen Wolgast, von 1230 bis 1250) dienten nur zeitweilig als geografische Barrieren. Feste, dauerhafte natürliche Grenzen konnte die Mark nicht ausbilden. Nach dem Ende der Askanier-Zeit verkleinerte sich das Territorium wieder.
Mit 37.455 km² Flächenausdehnung gehörte die Mark Brandenburg seit dem 16. Jahrhundert quantitativ zu den größten Territorien des Heiligen Römischen Reichs, vergleichbar mit dem Kurfürstentum Sachsen, das rund 35.000 km² Fläche besaß und größer als das Herzogtum Bayern 1801 mit 590 Quadratmeilen (32.450 km²), etwas kleiner als das 1741 vergrößerte Kurhannover mit 700 Quadratmeilen (38.500 km²).
Anno 1350 grenzten an das Kurfürstentum Brandenburg:
| Mecklenburg           | Pommern, Ruppin                                           | Deutschordensstaat |
| Braunschweig-Lüneburg | Nachbarländer des Kurfürstentums Brandenburg im Jahr 1350 | Polen              |
| Erzmagdeburg, Anhalt  | Sachsen-Wittenberg, Lausitz                               | Schlesien          |

Im Laufe der Jahrhunderte änderten sich stetig die Namen, Ausdehnungen und Anzahlen der Nachbarländer. Auch zum oben dargestellten Zeitpunkt fiel die Lage differenzierter aus. Deutschordensstaat und Königreich Polen lagen außerhalb, alle Anderen innerhalb des Heiligen Römischen Reichs. Formell reichsunmittelbar waren die drei märkischen Hochstifte Brandenburg, Havelberg und Lebus. Die Herzogtümer Braunschweig-Lüneburg und Pommern zerfielen in mehrere Teile. Die Erste Mecklenburgische Hauptlandesteilung bewirkte das Gleiche. Die meisten Herzogtümer in Schlesien zählten bereits zu den Ländern der Böhmischen Krone, die Mark Lausitz folgte später usw.
Neben den naturräumlichen Landschaftsmerkmalen war die Mark Brandenburg vornehmlich eine Region, die erst über einen länger anhaltenden Verlaufsprozess zu einer historisch verwachsenen Region wurde. Gelegen im peripheren Nord-Osten des Reiches im Übergangsraum nach Ostmitteleuropa wurde die Region noch lange nicht als Einheit wahrgenommen. Bis ins 16. Jahrhundert gab es bei den Bewohnern der Mark nur eine vage Vorstellung von der räumlichen und politischen Beschaffenheit der Mark.

## Naturräume und Landschaften
Der im ausgehenden 18. Jahrhundert die südliche Mark von Brück bis Potsdam durchfahrende Chronist Johann Christian Gottfried Dressel verglich die dortige Landschaft mit einer „arabischen Wüste“ und nahm damit auch auf die verbreitete Umgangbeschreibung von des „Heiligen Römischen Reiches Streusandbüchse“ Bezug. Letzteres bildete ein beliebtes Topos zur Beschreibung der märkischen Landschaften.
Allerdings bildete auch die Mark ein mehrgestaltiges Konglomerat an Räumen, die über eigene Charakteristiken verfügten und die solchen Reisenden, die einen offenen Blick für Nuancierungen bewahrten, auffielen. Den von Kargheit geprägten Gebieten der Mittelmark und der Uckermark wurden in den historischen Landschaftsbeschreibungen Durchreisender beispielsweise die florierende altmärkische Landschaft gegenübergestellt, in denen ebenso wie im fruchtbaren Havelland ein intensiver Getreideanbau möglich war.
Naturräumlich zählte die Mark Brandenburg zum Mitteleuropäischen Tiefland, eine Ebene, die sich von den Niederlanden bis zum Norden des heutigen Polens erstreckt und keine besonderen Strukturmerkmale aufweist. Der Großteil der Fläche war wie damals von eintönigen Wäldern aus Birken und Föhren bedeckt. Der Verfasser einer frühen Beschreibung von Brandenburg, der Topograf Nikolaus Leutinger, schrieb 1598 von einem «ebenen, bewaldeten Land mit vielen Sümpfen». Sand, Ebene, Sümpfe und unkultivierte Flächen sind immer wiederkehrende Begriffe in allen frühen Berichten, selbst in den wohlwollendsten. Die Berichte änderten sich in dieser Hinsicht bis zur Mitte des 19. Jahrhunderts wenig. Ein Engländer, der sich im Sommer Berlin aus südlicher Richtung annäherte, berichtete von Gegenden voller blanken, heißem Sand; dazwischen hier und da ein Dorf und Wälder aus verkümmerten Föhren, die auf ausgebleichten, dicht von Rentiermoos bedeckten Böden stehen.

Gemäldeansichten von der Märkischen Landschaft
Carl Gustav Wegener: Mühlen in der Dämmerung (Werder an der Havel), um 1840, Potsdam-Museum
Carl Gustav Wegener: Kiefernwald, 1855, Potsdam-Museum
Carl Blechen: Märkische Landschaft mit Kiefern und sandschaufelnden Figuren, um 1830, Nationalgalerie Berlin

Für die Unterteilung der Märkischen Landschaft bieten sich grundsätzliche drei Möglichkeiten an: 1) Aus geomorphologischer Sicht unterschied sich das Alt- vom Jungmoränengebiet. 2) Aus politischer Warte erstreckte sich seit der neuen Grenzziehung im Jahr 1945 westlich von Oder und Lausitzer Neiße das Norddeutsche, östlich das Polnische Tiefland. 3) Großräumig zeigte die Mark ein Streifenmuster aus a) Südlichem Landrücken (nur Randbereiche), b) der Zone der Niederungen und Platten (großflächigster Teil), c) dem Nördlichen Landrücken (der Nordosten) und d) dem Südbaltischen Küstensaum (kaum erwähnenswert).
Mit dem Sperenberger Gipsberg ragten Schichten aus dem Zechstein (250 Millionen Jahre), mit den Rüdersdorfer Kalkberg aus dem Muschelkalk (240 Millionen Jahre) an der Oberfläche auf. Hauptsächlich prägte das bislang andauernden Quartäre Eiszeitalter das Relief aus. Für seine periglaziale Nivellierung sowie Überformungen stand im Altmoränenland der Elster- und Saale-Kaltzeiten ausreichend Zeit zur Verfügung. Das Jungmoränenland der Weichsel-Kaltzeit zeigte relativ unveränderte glazigene, d. h. unmittelbar vom Eis abgelagerte oder gebildete Formen: vielzählige große und kleine Hohlformen, Seenreichtum und ein unübersichtliches Gewässernetz. Je später sich der Fennoskandische Eisschild zurückzog, umso klarer blieb die glaziale Serie erhalten.
Diese stellte eine modellhafte kausale Verknüpfung her. Vom Eiszentrum aus betrachtet, reihten sich Grundmoräne, Endmoräne, Sander und Urstromtal hintereinander auf. Von letzterer Landschaftsform wies das Gebiet der Mark Brandenburg eine weltweit einmalige Häufung auf: Glogau-Baruther, Warschau-Berliner, Thorn-Eberswalder, Netze-Randow- und Pommersches Urstromtal. Die vier Grundformen vergesellschafteten sich. Sie ergänzten dabei regional charakteristische Landschaftsformen sowie beeinflussten natürliche und menschliche Prozesse. So entstanden spezifische Landschaftstypen:
| Landschaftstyp                        | Beschreibung | Beispiel | Beispiel |
| ------------------------------------- | --- | --- | --- |
| Landschaftstyp der Grundmoräne        | Die fruchtbaren Böden boten ein gutes bis sehr gutes Ertragspotential. Für den Ackerbau eigneten sich eher die flachwelligen, für die Tierhaltung die kuppigen Bereiche. Die Ersteren durchzogen die Bahndämmen gleichenden Oser. Die in Letzteren häufig anzutreffenden Sölle speicherten das Wasser und boten ökologische Nischen. Für die Feldarbeit stellten sie eine Erschwernis dar. In der Nähe zu Endmoränen häuften sich die Drumlins. Sie gewährten weite Blicke über die offene, weil kaum von Wäldern bestockte Agrarlandschaft. Diese lockerten mehr oder weniger ausgedehnte Abflussrinnen sowie feuchte, abflusslose Senken auf. Typische Bewohner waren Feldlerche, Graukranich und in den Söllen die Rotbauchunke. | Streuobstwiesen in der Gatower Feldflur                                                                      | Auf der Nauener Platte gediehen Weizen und Zuckerrüben. Die Möglichkeiten Letzterer entdeckte 1747 Andreas Sigismund Marggraf.     |
| Landschaftstyp der Endmoräne          | Die langgestreckten Hügelketten mit ihrem stark nivelliertem Relief hoben sich deutlich von der Umgebung ab. Im Nordosten waren Hohlformen (Sölle, kleine Seen) und Kesselmoore in die Landschaft eingebettet. Die Geschiebemergel- oder -lehmdecke wurde auf der dem Inlandeis zugewandten Seite mit ansteigender Höhe immer flachgründiger, auf der abgewandten Seite fehlte sie völlig. Während der spätmittelalterlichen Agrarkrise fielen zahlreiche Dörfer gänzlich oder teils wüst. Es breiteten sich wieder Wälder aus. Eine Nutzung als Hutewald (agroforstwirtschaftlich) oder Forst (für die Holzgewinnung) entsprach eher dem ökologischen Potential. | Die Markgrafensteine in den Rauener Bergen gelten als die größten Findlinge des Landes Brandenburg           | Von der Kraft des Eisschildes zeugten die Rauenschen Berge selbst und die von ihm hierher verbrachten Markgrafensteine             |
| Sanderlandschaft                      | Die schiefe Ebene fiel zumeist flach ab. Ein höherer Neigungswinkel konnte am Fuß der Endmoräne auftreten. Daher nahmen in Richtung Vorfluter (z. B. ein Urstromtal) die Feinkörnigkeit und Kantenrundung der fluvioglazialen Sedimente zu. Diese durch Schmelzwasser bedingten Ablagerungen bestanden hauptsächlich aus Sanden und Kiesen. Die sich obenauf entwickelnden, sehr ertragsarmen Böden eigneten sich nicht für den Ackerbau. Sie brachten der Mark Brandenburg den Ruf als „Streusandbüchse des Heiligen Römischen Reiches“ ein. Unter bestimmten Bedingungen bereicherte ein Rinnensee das Landschaftsbild: Zuvor musste subglazial (unter dem Eis) eine Abflussrinne entstanden sein. Nach dem Rückzug des Eisschilds durfte es höchstens zu einer teilweisen Verfüllung der tiefen Kerbe kommen. Besonders gut konservierte Rinnentoteis die steilen Hänge. | Hofjagd in der Letzlinger Heide um 1890                                                                      | In der Letzlinger Heide ließ Johann Georg von 1559 bis 1564 das Jagdschloss Letzlingen errichten. Seine Nachfolger dankten es ihm. |
| Landschaftstyp der großen Niederungen | Die meist sehr breiten Urstromtäler und die breiten, kürzeren glazialen Rinnen bildeten eine gitterartige Struktur aus. Die Talhänge waren unterschiedlich ausgeprägt, mitunter kam es zur Terrassenbildung. Dort wo Talsandterrassen seit der ausgehenden Weichsel-Kaltzeit trocken fielen, bildeten sich am Eisrand ausgedehnte Dünenkomplexe. Besagte Sandterrassen wiesen ertragsschwache Böden auf. Sonst zählten die großen Niederungen zu den fruchtbarsten Gebieten der Mark. Um sie landwirtschaftlich zu nutzen, bedurfte es umfangreicher Meliorationen und Wasserregulierungen. Das Entwässern und Eindeichen der Wische und Lenzer Wische – links und rechts der Elbe – erfolgte bereits im Hochmittelalter. Die umfassende Umgestaltung des Oderbruchs begann 1748–1753 mit der teilweisen Verlegung des Oderlaufs, fiel damit in die Endphase der märkischen Geschichte. Die beiden genannten Ströme sowie Warthe und Netze bildeten einen Untertyp aus – die Flussaue. Neben natürlich vorkommenden Mooren bewirkten u. a. die Mühlenstaue eine menschengemachte Vermoorung. Wobei sich das Phänomen nicht auf die großen Niederungen beschränkte. | Der 2001 gegründete Nationalpark Warthemündung im Westen des Warthebruchs                                    | Teile des Warthebruchs stehen als Park Narodowy Ujście Warty (Nationalpark Warthemündung) unter Naturschutz                        |
| Landschaftstyp der Beckenlandschaft   | Umgaben Endmoränen mehr oder weniger Grundmoränengebiete entstanden Becken mit eingeschlossenen Zungenbeckenseen und sandigen Ablagerungen. Oft kamen Ansammlungen von Drumlins, kleineren Mooren und Kessel- bzw. Toteisseen vor. | Der Rheinsberger See im gleichnamigen Seengebiet, dem südlichen Ausläufer des Neustrelitzer Kleinseengebiets | Der Rheinsberger See, ein Zungenbeckensee im gleichnamigen Becken und Seengebiet                                                   |

Die beschriebenen Landschaftstypen stellten eine Idealisierung dar. Obwohl an einzelnen Lokalitäten anzutreffen, überwogen Kombinationen von ihnen. Fiel der Reliefunterschied gering aus, bedurfte es eines geschulten Blicks, um den wahren Charakter zu erkennen. Dennoch beeinflussten Landschaftsgliederungen, -formen und -typen nach innen, anders als nach außen, tiefgreifend die Struktur der Mark. Gemäß einer der möglichen Definitionen des Begriffs gestalteten Natur und Mensch die märkischen Landschaften:
| - Altmark, - Barnim, - Fläming, - Havelland, - Land Jerichow, | - Land Lebus, - Neumark (bis Warthe und Südrand des Netzebruchs), - Niederlausitz, - Prignitz, | - Land Ruppin, - Land Sternberg, - Teltow, - Uckermark sowie - Zauche. |

Keine von ihnen gehörte zeitlich und räumlich in Gänze zur Mark Brandenburg. An den Rändern kamen Weitere hinzu. Zu beachten war der Unterschied zwischen Landschaft und Verwaltungseinheit. Obwohl für beides oft die gleichen Eigennamen verwendet wurden, deckten sie sich nur graduell. So gehörte die Schorfheide naturräumlich zur Uckermark, aber verwaltungsmäßig zeitweise zum Barnim.

## Böden
Auf Grund der verschiedenen eiszeitlichen Ablagerungen in der Mark Brandenburg waren verschiedene Bodenarten vorherrschend (Talsande, Lehmböden, Hohe Sande). Die Ertragsfähigkeit reichte von extrem nährstoffarm und unfruchtbar bis hin zu sehr fruchtbar. Die Böden der Altmark waren dominiert von nährstoffarmen sandigen und lehmigen Bodentypen. Im mittleren Brandenburg, vor allem im Havelland und in der Zauche, dominierten die nährstoffarmen Sandböden. Die Bezeichnung „Streusandbüchse“ stimmte nur zum Teil. Wenn nicht größere Teile ertragreich gewesen wären, hätte sich Kaiser Karl IV. nicht so hartnäckig um die Mark Brandenburg bemüht und sein Landbuch anlegen lassen, um die Einkünfte zu erfassen.
Auf den Höhenzügen herrschte im Allgemeinen bis zur Höhe von etwa 100 Meter fruchtbarer Lehmboden vor (Exportgut: Berliner Roggen). Oberhalb der 100 Meter dominierten die geröllhaltigen hohen Sande, wo sich die in der Mark Brandenburg dominierende Landwirtschaft nicht lohnte. Dort unterblieben zunächst die im 13. Jahrhundert gezielt vorgenommenen Rodungen, so dass neben landwirtschaftlichen Anbauflächen auf weiten Strecken die Höhenzüge mit Kiefern und Heidekraut bewachsen blieben. Als nach etwa 1300 die Anbauflächen weniger wurden, wurden dann hier Siedlungen angelegt. In der Zeit der Wüstungen ab etwa 1350 fielen diese Dörfer wegen der geringen Erträge als erste wüst. Die Talsandböden sind weniger ertragreich. Das änderte sich erst ab dem 18. Jahrhundert, als sie im Rahmen von Meliorationsmaßnahmen zu Wiesen und Weiden umgestaltet wurden.

## Gewässer

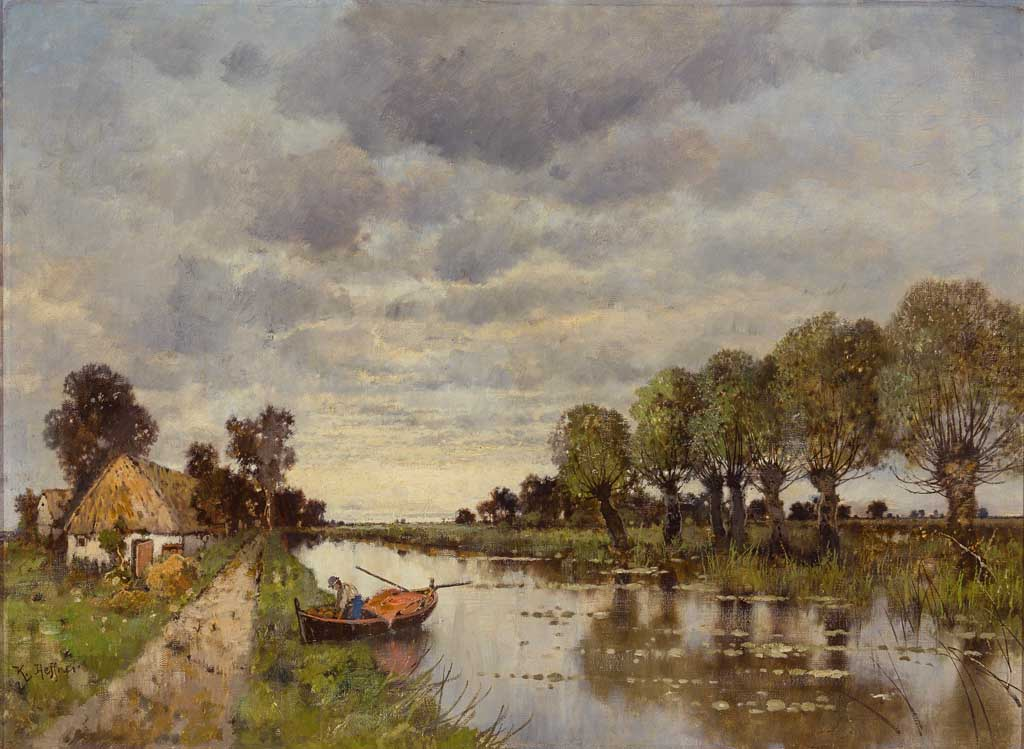
Karl Heffner: Märkische Landschaft

Carl Gustav Wegener: Havellandschaft Mühlen bei Mondschein, 1838, Potsdam-Museum

Die beiden Ströme Elbe und Oder teilen das Land in drei Hauptteile, ermöglichen den Zugang zum Nord- und Ostseeraum. Zwischen beiden verläuft die Nordsee-Ostsee-Wasserscheide. Daneben gibt es weitere wichtige Flüsse, darunter Havel, Spree und Dahme, Warthe, Netze und Drage sowie Uecker. Die natürlichen Wasserstraßen verbinden mehrere Kanäle. Der Finowkanal gilt als älteste, noch betriebene künstliche Wasserstraße Deutschlands.